# Copa CEDEAO
La Copa CEDEAO fue un campeonato de fútbol amistoso que se llevó a cabo en los años 1980. Participaban los países de África Occidental, miembros de la CEDEAO. El torneo se jugaba cada dos años desde 1983, aunque hay fuentes que citan que hubo un torneo en 1977, pero solo se sabe el resultado de dos partidos (Nigeria 2 - 1 Ghana y Nigeria 2 - 0 Sierra Leona) terminando Nigeria campeón.

## Países participantes
Los participantes del torneo son los países miembros de la CEDEAO (en francés, "Communauté Economique Des Etats de l'Afrique de l'Ouest"):
| - Benín - Burkina Faso - Cabo Verde - Costa de Marfil - Gambia | - Ghana - Guinea - Guinea-Bisáu - Liberia - Mali | - Níger - Nigeria - Senegal - Sierra Leona - Togo |

## Resultados
| Año  | Sede            | Campeón         | Final Resultado      | Subcampeón      | Tercer lugar    | Resultado            | Cuarto lugar |
| ---- | --------------- | --------------- | -------------------- | --------------- | --------------- | -------------------- | ------------ |
| 1977 | Nigeria         | Nigeria         | '                    | Desconocido     | Desconocido     | '                    | Desconocido  |
| 1983 | Costa de Marfil | Costa de Marfil | 2 - 1 1 - 0          | Togo            | Mali            | 0 - 0 (5-4 pen.)     | Nigeria      |
| 1985 | Senegal         | Senegal         | Clasificación Grupal | Costa de Marfil | Guinea          | Clasificación Grupal | Mali         |
| 1987 | Liberia         | Costa de Marfil | 2 - 1                | Liberia         | Senegal         | 1 - 0                | Burkina Faso |
| 1990 | Nigeria         | Nigeria         | 1 - 1                | Senegal         | Costa de Marfil | 1 - 0                | Liberia      |
| 1991 | Costa de Marfil | Costa de Marfil | 1 - 0                | Senegal         | Ghana           | 1 - 0                | Nigeria      |

1. ↑  Senegal rechazó participar en la tanda de penales (alegando insuficiente luz en el estadio), por lo que Nigeria recibió la copa por defecto.

## Títulos
En cursiva, se indica el torneo en que el equipo fue local.
| Equipo          | Campeón              | Subcampeón     | Tercer lugar | Cuarto lugar   |
| --------------- | -------------------- | -------------- | ------------ | -------------- |
| Costa de Marfil | 3 (1983, 1987, 1991) | 1 (1985)       | 1 (1990)     | 0              |
| Nigeria         | 2 (1977, 1990)       | 0              | 0            | 2 (1983, 1991) |
| Senegal         | 1 (1985)             | 2 (1990, 1991) | 1 (1987)     | 0              |
| Liberia         | 0                    | 1 (1987)       | 0            | 1 (1990)       |
| Togo            | 0                    | 1 (1983)       | 0            | 0              |
| Malí            | 0                    | 0              | 1 (1983)     | 1 (1985)       |
| Ghana           | 0                    | 0              | 1 (1991)     | 0              |
| Guinea          | 0                    | 0              | 1 (1985)     | 0              |
| Burkina Faso    | 0                    | 0              | 0            | 1 (1987)       |